# پروگووو
پروگووو (به صربی: Prugovo) یک منطقهٔ مسکونی در صربستان است که در ناحیه برانیچوو واقع شده‌است. پروگووو ۷۷۴ نفر جمعیت دارد.